# Tomislav Dujmović
Tomislav Dujmović (Zagreb, Croacia, 26 de febrero de 1981), exfutbolista croata. Jugaba de volante y fue profesional entre 2000 y 2014.

## Selección nacional
Ha sido internacional con Croacia, habiendo participado en 19 encuentros con su selección, incluido un partido de la Eurocopa 2012.

## Clubes
| Club                         | País    | Año       |
| ---------------------------- | ------- | --------- |
| Dinamo Zagreb                | Croacia | 2000      |
| Hrvatski Dragovoljac         | Croacia | 2000-2002 |
| Inter Zaprešić               | Croacia | 2003-2004 |
| Međimurje                    | Croacia | 2005-2006 |
| Amkar Perm                   | Rusia   | 2007-2008 |
| Lokomotiv Moscú              | Rusia   | 2009-2010 |
| Dinamo Moscú                 | Rusia   | 2010-2013 |
| Real Zaragoza (cedido)       | España  | 2012      |
| FC Mordovia Saransk (cedido) | Rusia   | 2012-2013 |
| RNK Split                    | Croacia | 2013-2014 |